# Drávacsehi
Drávacsehi is een plaats (község) en gemeente in het Hongaarse comitaat Baranya. Drávacsehi telt 251 inwoners (2001).